# A-431
La A-431 es una carretera de la Red Intercomarcal que une las poblaciones de Córdoba y Lora del Río, en las dos provincias de Córdoba y Sevilla. Transcurre en su totalidad por suelo de las dos provincias.
La A-431 comienza en la Estación AVE RENFE, en la Glorieta Tres Culturas, en la localidad de Córdoba y finaliza en el cruce de las carreteras A-436 y A-455 en el lado de la Parroquia Nuestro Padre Jesús, en la localidad de Lora del Río (Sevilla). A lo largo de su trayecto discurre a los núcleos de población de Almodóvar del Río, Posadas, Palma del Río y Peñaflor.

## Tramos
| Denominación | Tramo                             | Año servicio / Estado (2025)                                   | km   |
| ------------ | --------------------------------- | -------------------------------------------------------------- | ---- |
| A-431        | Córdoba-Villarrubia               | ¿Años 90?                                                      | 12,3 |
|              | Variante de Villarrubia           | Anteproyecto caducado (pendiente actualización nuevo proyecto) | 6,3  |
|              | Villarrubia - Almodóvar del Río   | Anteproyecto caducado (pendiente actualización nuevo proyecto) | 6,1  |
|              | Almodóvar del Río - Palma del Río | Pendiente de estudio informativo                               | 30,2 |